# Stadio nazionale del Botswana
Lo stadio nazionale del Botswana (in inglese Botswana National Stadium) è uno stadio di calcio e di atletica leggera situato nella città di Gaborone, capitale del Botswana. Ospita le gare casalinghe della nazionale di calcio del Botswana e delle due principali squadre calcistiche della città, il Gaborone United e il Township Rollers.

## Storia
Il progetto di costruzione dello stadio nacque nel 1965 quando il BENSAF (Bechuanaland National Sports Appeal Fund) iniziò a raccogliere i fondi necessari per l'edificazione. All'epoca il Botswana era ancora un protettorato britannico ma godeva di ampi margini di autogoverno e la costituzione entrata in vigore quello stesso anno segnò l'ultimo passo verso l'indipendenza dal Regno Unito. I lavori di costruzione si conclusero nel settembre 1966 quasi in contemporanea con la proclamazione dell'indipendenza del paese. L'impianto fu realizzato senza nessun contributo da parte del governo, tutti i fondi raccolti provenivano da donazioni volontarie, solo in occasione del decimo anniversario dell'indipendenza del paese il governo iniziò ad amministrare direttamente l'impianto e a farsi carico dei costi di manutenzione e sviluppo.
Oltre alle gare sportive lo stadio ha ospitato nel corso della sua storia anche rilevanti eventi sociopolitici. Il 13 settembre 1988 lo stadio fu sede di una messa officiata del pontefice Giovanni Paolo II nell'ambito della sua visita pastorale in Botswana, Lesotho, Mozambico, Swaziland e Zimbabwe. Nel giugno 1990, durante la sua visita nel paese, Nelson Mandela, da pochi mesi rilasciato dopo una lunga prigionia, tenne un discorso allo stadio davanti a circa 15.000 persone.
Nel 2008 lo stadio venne temporaneamente chiuso a causa della condizione di degrado in cui si trovava, il governo nazionale decise di finanziare dei lavori di ristrutturazione e nominò una commissione di 10 rappresentanti (Technical Reference Group) col compito di analizzare gli interventi da attuare. L'obbiettivo era quello di rendere lo stadio agibile come campo di allenamento per le squadre partecipanti alla Coppa del mondo 2010 che si sarebbe svolta nel vicino Sudafrica. Un primo progetto presentato dalla commissione comprendeva, oltre alla ristrutturazione delle parti esistenti, l'ampliamento della capienza, la costruzione di una copertura, l'edificazione di un complesso di uffici con aula congressi, spazi dedicati per la trasmissione radiotelevisiva e la costruzione di un campo da softball per un costo complessivo di oltre 436 milioni di pula; tuttavia la cifra fu giudicata troppo alta e il progetto iniziale fu fortemente ridimensionato. La gara d'appalto per i lavori di ristrutturazione fu vinto dalla locale società di costruzioni Hitecon che diede il via ai lavori di rinnovamento nella seconda metà del 2009. Le operazioni compiute sono state la rizollatura del terreno di gioco e la ristrutturazione delle tribune, i lavori sono terminati all'inizio del 2010. Una volta terminati i lavori si è aperta una disputa legale tra il ministero competente (Ministry of Infrastructure Science and Technology - MIST) e l'azienda che ha compiuto i lavori in quanto il ministero si è rifiutato di corrispondere il pagamento stabilito per la ristrutturazione denunciando gravi inadempienze da parte della società realizzatrice del manto erboso, la Tectura International. Lo stadio è così rimasto chiuso dal 2008 in attesa che la controversia legale venga risolta. Nel dicembre 2012 è stato stipulato un nuovo contratto con una società australiana per la sistemazione del manto erboso dello stadio, il costo dell'operazione si aggira intorno ai 7 milioni di pula e, secondo il progetto, si concluderà il 17 giugno 2013.
In attesa della riapertura dell'impianto la maggior parte delle partite sono state spostate all'University of Botswana Stadium (UB Stadium) situato a poche centinaia di metri dallo stadio nazionale; questo impianto viene quindi utilizzato da 10 squadre di club con sede a Gaborone e ha ospitato anche diverse partite casalinghe della nazionale.
Il 30 giugno 2013 lo stadio è stato riaperto per ospitare la partita amichevole tra Botswana e Uganda, prima del calcio di inizio il ministro delle infrastrutture ha ufficialmente riconsegnato la gestione dell'impianto al ministro dello sport. Il National Stadium è così tornato ad ospitare una partita dopo ben 5 anni dalla sua chiusura, l'inaugurazione ufficiale della nuova struttura è stata fissata per il 30 settembre quando la nazionale di casa affronterà quella del Malawi nell'ambito delle celebrazioni per l'annivversario dell'indipendenza del paese.

## Struttura
L'impianto è dotato di un totale di 10 tribune, di cui 3 coperte, e il campo da gioco è circondato da una pista di atletica leggera. Le tribune sono disposte come segue: i lati nord e sud dello stadio sono delimitati ciascuno da tre tribune scoperte affiancate, il lato est è chiuso dalle tre tribune coperte mentre la parte ovest è delimitata da un'unica grande tribuna scoperta.
Lo stadio è al centro di un complesso sportivo più ampio: nelle vicinanze sorgono anche un campo da rugby, uno da baseball/softball, alcuni campi da basket e da tennis, e, alle spalle della struttura, si estende il Golf Club di Gaborone.
Negli uffici situati nei pressi dello stadio ha sede la federazione calcistica del Botswana.